# 红光树
红光树（学名：Knema furfuracea）为肉豆蔻科红光树属下的一个种。

## 扩展阅读
- 維基物種上的相關：红光树